# Muhammad ibn al-Uthaymin
Shaykh Muhammad ibn Ṣāliḥ ibn al-ʿUthaymīn (in arabo محمد بن صالح العثيمين‎?; 'Unayza, 1925 – 10 gennaio 2001) è stato un teologo saudita.

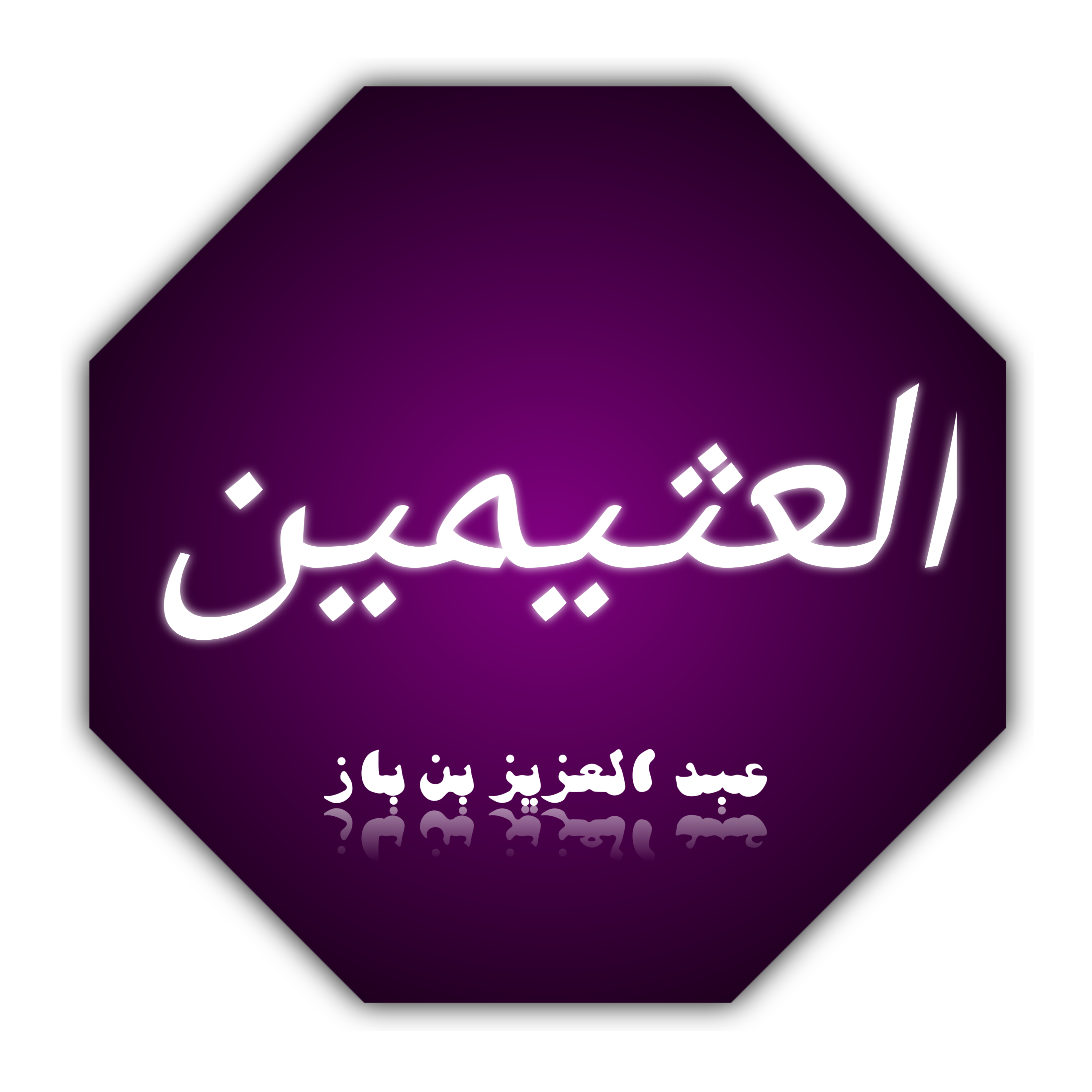
Calligrafia del nome

Il nome completo è Shaykh Abū ʿAbd Allāh Muḥammad ibn Ṣāliḥ ibn Muḥammad ibn al-ʿUthaymīn al-Tamīmī al-Najdī. Viene considerato dai musulmani nel mondo uno dei più importanti sapienti sunniti della seconda metà del XX secolo.
Nato in Arabia Saudita, ha memorizzato il Corano giovanissimo e ha studiato sotto la guida dei più importanti dotti del suo tempo, da ʿAbd al-Raḥmān ibn Nāṣir al-Saʿdī, Muḥammad al-Shinqītī e ʿAbd al-ʿAziz b. Bāz. Durante i suoi anni di studio, è diventato famoso per la sua approfondita conoscenza del Fiqh, scrivendo oltre cinquanta libri sull'argomento.

## Biografia

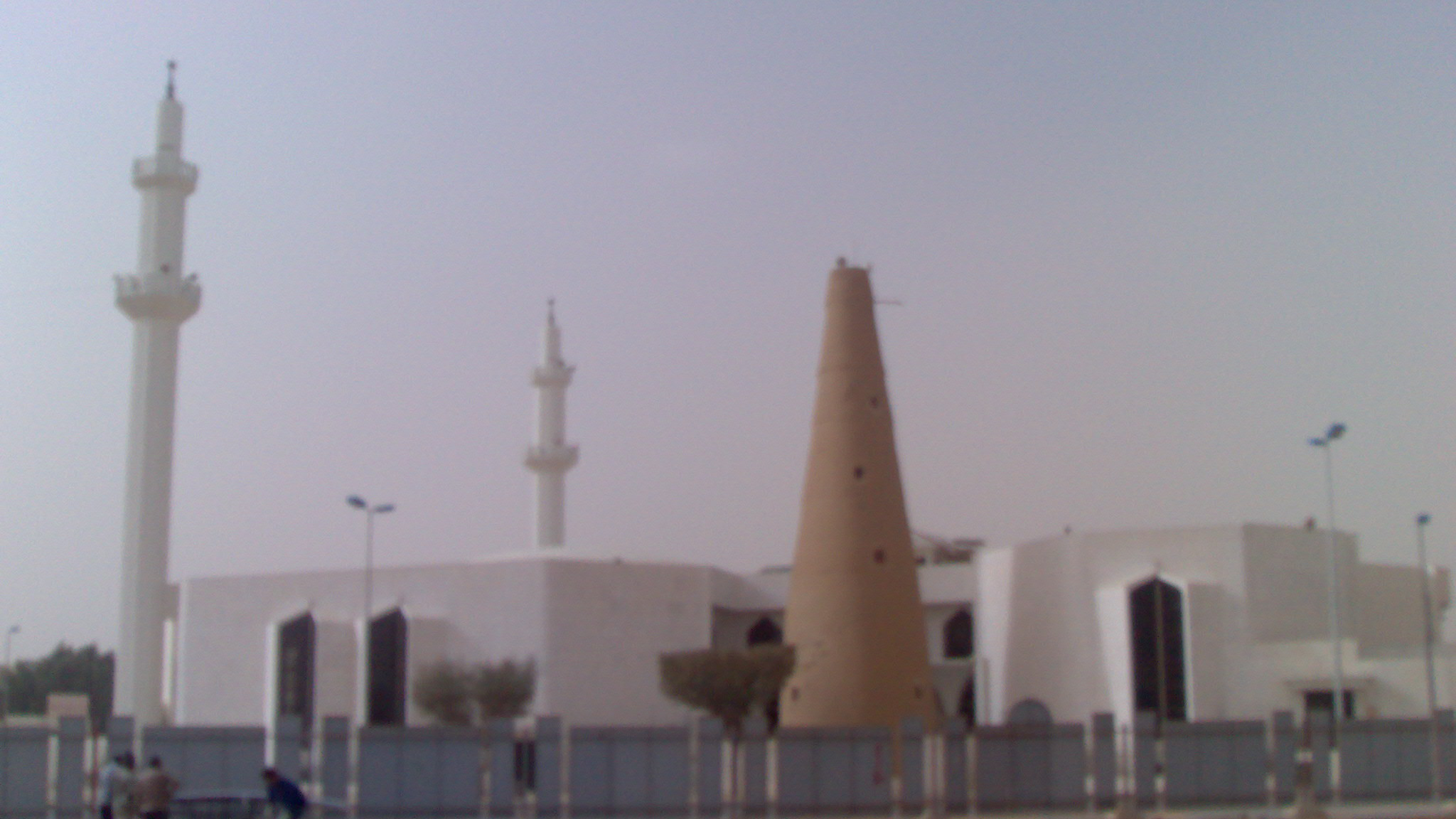
Moschea Bin ʿUthaymīn (Arabia Saudita).

Nato a ʿUnayza (provincia di al-Qasim), lo Shaykh al-ʿUthaymīn, dopo i suoi studi, ha insegnato a sua volta, mettendosi in luce negli ambienti salafiti in patria e nel resto del mondo islamico, oltre alla sua produzione scritta, ha tenuto conferenze nel Masjid al-Haram, a Mecca, per oltre 35 anni. Le sue lezioni comprendevano argomenti quali l'ʿAqīda (il Credo islamico), il Fiqh, i ḥadīth, il Tafsir e la teologia islamica, avendo come punti di riferimento Ibn Taymiyya e Ibn Qayyim al-Jawziyya.

Prima della sua morte ha insegnato presso la Facoltà di Shari'a dell'Università islamica Imām Muḥammad Ibn Saʿūd, sezione di Qaṣīm. È stato anche membro del Comitato dei Sapienti dell'Arabia Saudita, oltre ad essere Imam e khaṭīb della Grande Moschea di Unayza.
Al-ʿUthaymīn è spesso accostato dai suoi seguaci a Muhammad Nasir al-Din al-Albani e ad ʿAbd al-ʿAzīz b. ʿAbd Allāh b. Bāz. 
Ha ricevuto l'8 febbraio 1994 il Premio Internazionale Re Fayṣal per il suo servizio reso all'Islam.
Al-ʿUthaymīn è morto mercoledì 15 Shawwal 1421 AH/10 gennaio 2001 all'età di settantaquattro anni. È stato sepolto a Mecca con altri dotti, tra cui ʿAbd al-ʿAzīz b. ʿAbd Allāh b. Bāz

## Opere
Tra i lavori più conosciuti di Ibn al-ʿUthaymīn si segnalano:

### Esegesi coraniche
- Tafsīr dell'Āyat al-Kursī (Esegesi del celeberrimo "Versetto coranico del Trono")
- Tafsīr juzʾ ʿamma
- Tafsīr Sūrat al-Baqara (Esegesi della Sura della Vacca)
- Tafsīr Sūrat al-Kahf (Esegesi della Sura della Caverna)

### Hadīth
- Kitāb al-ʿIlm (Libro della Conoscenza)
- Sharḥ Riyāḍ al-Ṣāliḥīn (Commento del Riyāḍ al-Ṣāliḥīn, celebre raccolta di ḥadīth di al-Nawawī)
- Muṣtalaḥāt ḥadīth (L'utilità dei ḥadīth)

### Aqida
- ʿAqīda Ahl al-Sunna wa l-Jamāʿa (Il Credo dei sunniti)
- Qawāʾid muthla fī Sifāt Allāh wa Asmāʾihi al-Ḥusnā (Le basi esemplari degli Attributi di Dio e i Suoi Bei Nomi)
- Qawl Mufīd ʿalā Kitāb al-Tawḥīd
- Sharḥ al-ʿAqīda al-Ḥamawiyya (Commento sul Credo di Ḥama)
- Sharḥ al-ʿAqīda al-Wāsiṭiyya (Commento sul Credo di Wāsiṭ)
- Sharḥ Kashf al-Shubuḥāt
- Sharḥ Lumʿat al-Iʿtiqād
- Sharḥ Uṣūl al-Īmān (Commento sulle basi della fede)
- Sharḥ Uṣūl al-Thalātha
- Sharḥ ḥadīth Jibraʾīl

### Fiqh
- Fatāwā arkān al-Islām
- Majmūʿ al-Fatāwā
- Al-Sharḥ al-Mumti, spiegazione di Zaad al-Mustaqni'
- ʿUmdat al-aḥkām